# Popp (Automobilhersteller)

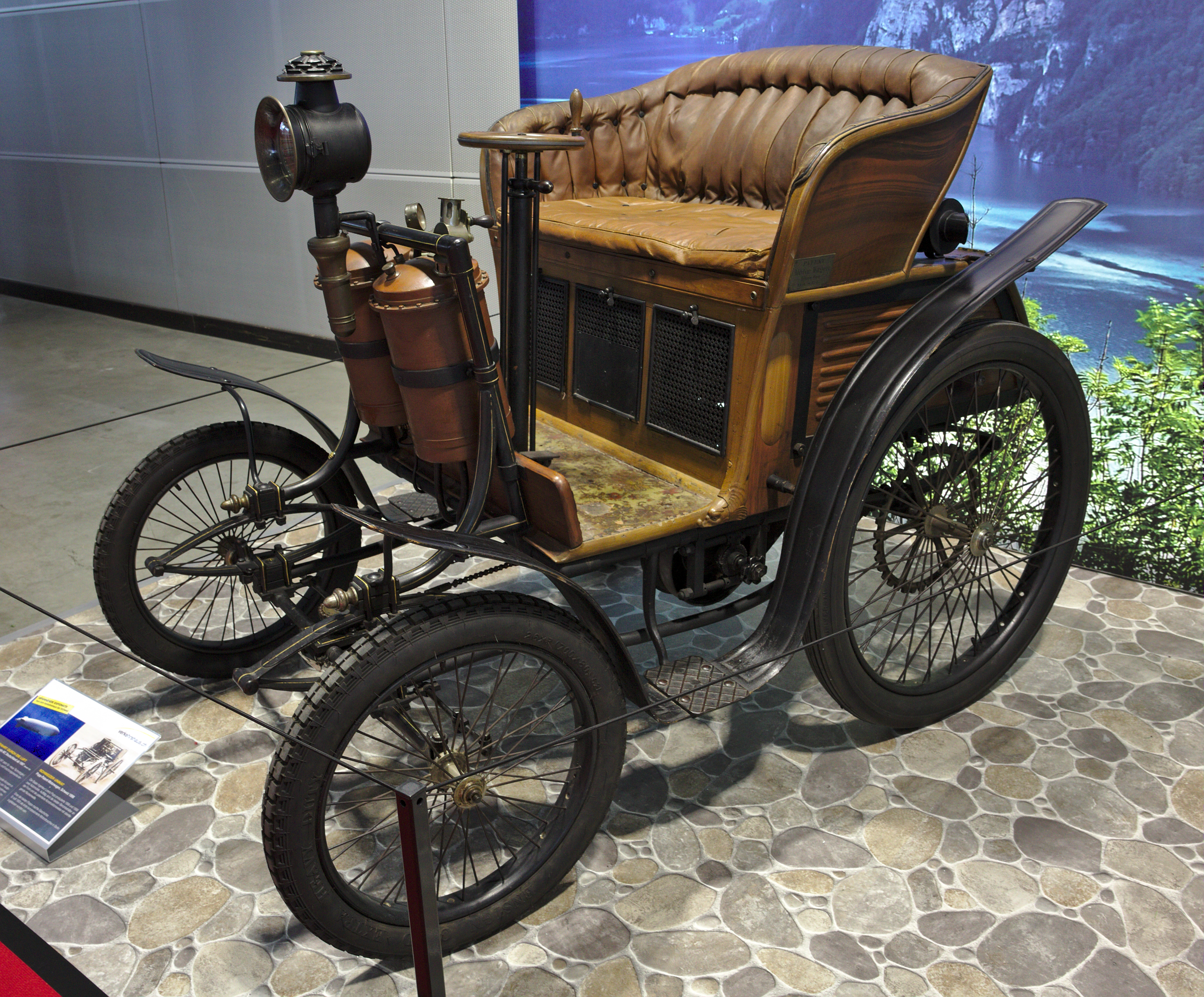
Popp von 1898 auf den Retro Classics 2018

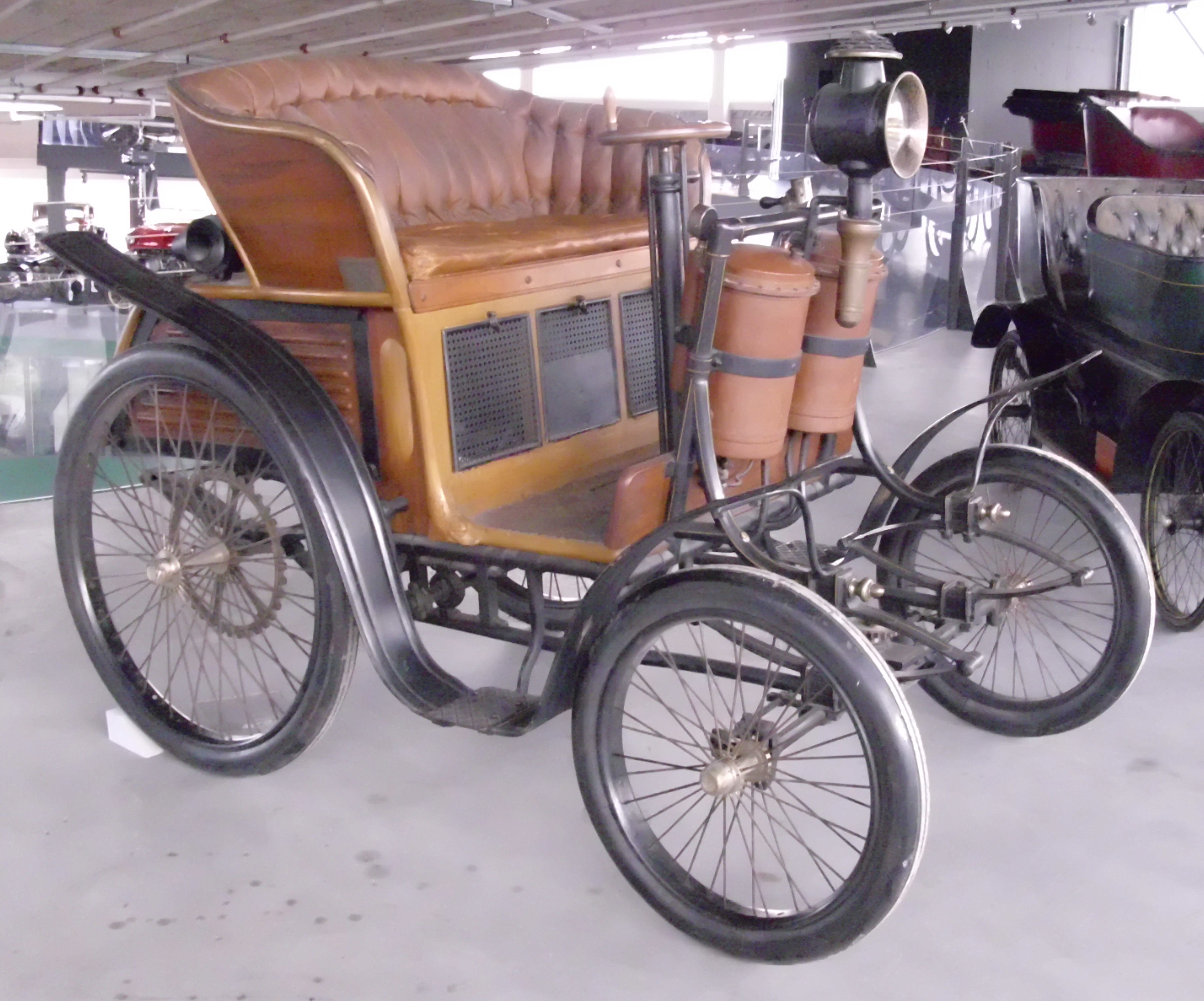
Popp von 1898

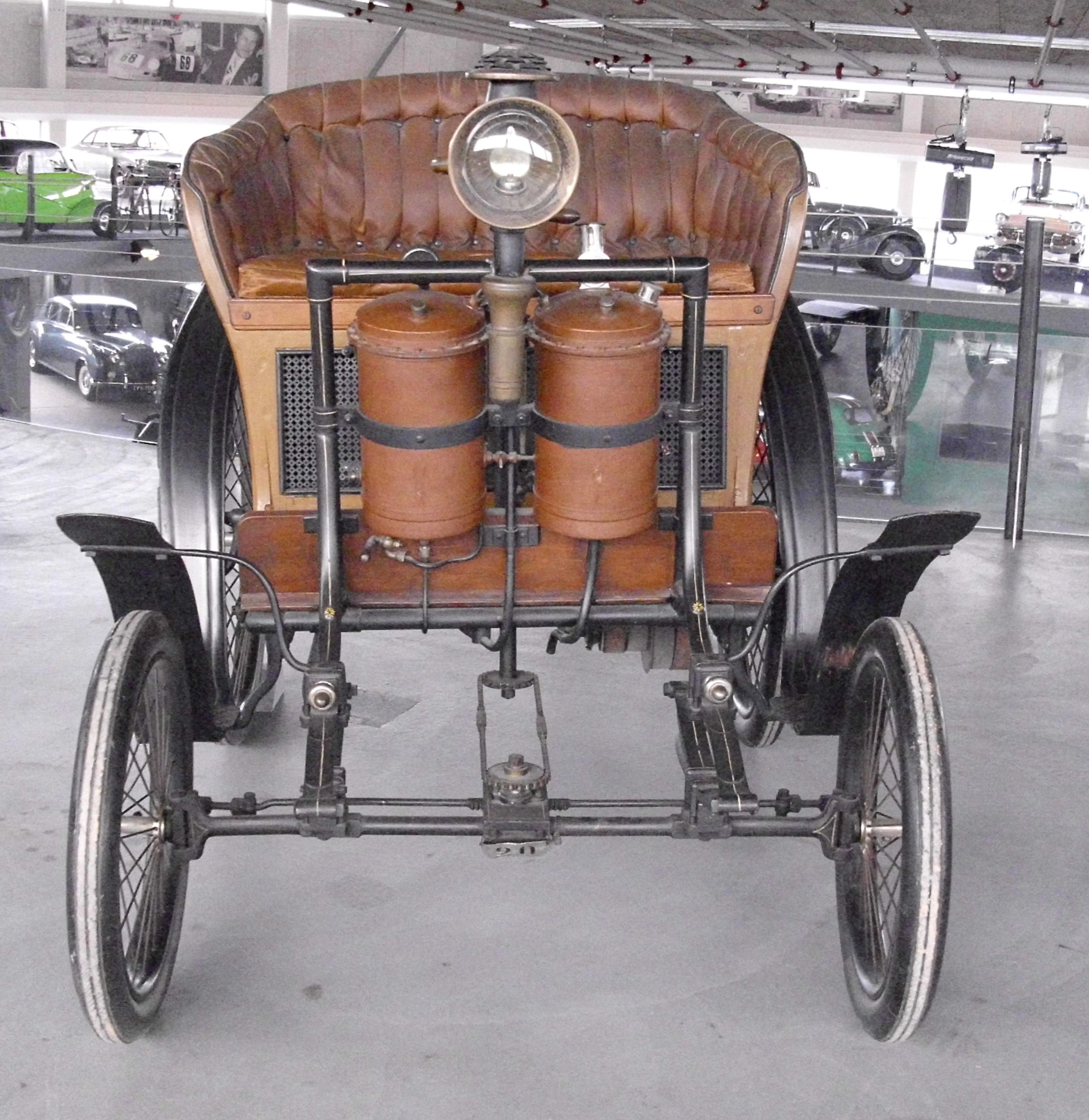
Popp von 1898

Popp war ein Schweizer Hersteller von Automobilen.

## Unternehmensgeschichte
Lorenz Popp aus Bayreuth war Mitarbeiter von Eduard Burckhardt in Basel, Importeur von Benz-Automobilen für die Schweiz von 1896 bis zu seinem Tod im Juli 1897. 1898 und 1899 baute Lorenz Popp zwei Fahrzeuge, ein Zwei- und ein Viersitzer, wahrscheinlich im Auftrag von Ferdinand Rüsch-Burckhardt aus Basel. Das Projekt wurde noch von Eduard Burckhardt gestartet. Eine Produktion im eigentlichen Sinn wurde nicht aufgenommen.

## Fahrzeuge
Die Modelle glichen den deutschen Benz-Modellen. Die Zweizylinder-Motoren stammten vom ersten Motorrad von Hildebrand & Wolfmüller in München. Die Kraftübertragung erfolgte über ein Zweiganggetriebe und Kette auf die Hinterachse. 
Der Zweisitzer ist im Verkehrshaus der Schweiz in Luzern zu besichtigen.